# Salvia hedgeana
Salvia hedgeana là một loài thực vật có hoa trong họ Hoa môi. Loài này được Dönmez mô tả khoa học đầu tiên năm 2001.